# Petalium evolutum
Petalium evolutum är en skalbaggsart som beskrevs av Ford 1973. Petalium evolutum ingår i släktet Petalium och familjen trägnagare. Inga underarter finns listade i Catalogue of Life.